# Lo specchio delle spie (film)
Lo specchio delle spie (The Looking Glass War) è un film del 1969 diretto da Frank Pierson.
Il soggetto è tratto dall'omonimo romanzo di spionaggio di John le Carré.
Il film racconta i meccanismi della Guerra fredda e dei rapporti umani tra le spie.

## Trama
Un Servizio di spionaggio militare britannico, attivo in tempo di guerra e ormai in decadenza perché progressivamente soppiantato da altri Servizi, sospetta che nella DDR stiano per essere installati dei missili che potrebbero costituire una grave minaccia per il Regno Unito. Invece di affidare l'indagine clandestina agli uomini del Circus, l'altro Servizio di Control e Smiley, viene richiamato Leiser, un polacco ex agente del tempo di guerra.
Disposto a tutto pur di ottenere la cittadinanza inglese, questi accetta di recarsi in Germania orientale per una missione di spionaggio volta ad accertare che non vi siano missili puntati su Londra. Lo fa per sfida, per male di vivere e anche perché ha stretto un singolare rapporto virile con il funzionario del Foreign Office che lo affianca, che ha tutto ciò che a lui manca - la famiglia, la stabilità - eppure è ugualmente scontento. I due si scontrano e alla fine si rispettano. La missione comincia ma, come accade nel mondo delle spie, tutto ha una doppia faccia ed è una guerra distorta da uno “specchio segreto”, che deforma e mente. Leiser è stato male equipaggiato, con attrezzature vecchie di vent'anni e male addestrato.
Alla fine si scopre che la missione non conta, è una copertura e il finale tragico arriva a dimostrazione di una tesi già evidente nella morte quasi casuale di un altro agente nel prologo.